# مگس‌گیر ابروسفید
مگس‌گیر ابروسفید یا مگس‌گیر حلقه‌سفید (نام علمی: Conopias albovittatus) گونه‌ای از پرندگان تیرهٔ ژیان‌مرغان (Tyrannidae) است.
در کلمبیا، کاستاریکا، اکوادور، هندوراس و پاناما یافت می‌شود.
زیستگاه طبیعی آن جنگل‌های جلگه‌ای نمناک نیمه‌گرمسیری یا گرمسیری و جنگل‌های پیشین به شدت دگرگون‌شده است.